# Linzey Cocker
Linzey Louise Cocker (* 19. Mai 1987 in Manchester, England) ist eine britische Schauspielerin und vor allem für das Fernsehen tätig.

## Karriere
Ihre Karriere begann sie 2004 mit einigen Auftritten in der britischen Fernsehserie Conviction. 2006 folgten kleinere Rollen in anderen Serien, darunter wiederkehrende Auftritte in City Lights und Drop Dead Gorgeous.
2008 wirkte Cocker an ihrem ersten Spielfilm mit und war in der Komödie Wild Child zu sehen. Es folgten weitere Film- und Fernsehauftritte. Seit 2010 ist sie regelmäßig in der Serie Waterloo Road zu sehen.

## Filmografie (Auswahl)
- 2004: Conviction
- 2006: The Innocence Project
- 2006–2007: Drop Dead Gorgeous
- 2008: Wild Child (Wild Child)
- 2009: Salvage – Die Epidemie
- 2010: 4.3.2.1
- 2010–2011: Waterloo Road (Fernsehserie)
- 2012: Halb so alt wie sie (Fernsehserie)
- 2013: Enemies Closer – Gefährlich nah
- 2014: In The Flesh (Fernsehserie)
- 2017–2019: White Gold (Fernsehserie)